# Liberty Alliance Project
Liberty Alliance Project (LAP) war eine Wirtschaftsinitiative (bestehend aus 150 Unternehmen, Non-Profit-Organisationen und Behörden aus dem Mobile Commerce und der Sicherheitsindustrie) zur Internetsicherheit. Ihr Ziel war es, industrieübergreifende Plattformen und Standards (insbesondere im Bereich mobiler Anwendungen) für die weltweite Transaktionssicherheit im Internet zu entwickeln, technisch-organisatorische Fragen hinsichtlich Registrierung, Zertifizierung und Interoperabilität zu klären sowie in der Öffentlichkeit ein Bewusstsein für die Bedürfnisse eines sicheren mobilen Handels zu schaffen.
Für die Entwicklung und das Bestehen sicherer und vertrauenswürdiger digitaler Ökosysteme (wie dem Internet) waren Konzepte für Identität und Verbindungen zwischen einzelnen Identitäten von wesentlicher Bedeutung. Die Liberty Alliance (anfangs auch Project Liberty genannt) beschreibt in diesem Zusammenhang Spezifikationen als Grundlage für das Verwalten von Identitäten im Umfeld vernetzter Strukturen sowie Kommunikationsprotokolle für deren Anwendung beispielsweise in Web Services.
Das Projekt wurde 2001 von Sun Microsystems als Konkurrenz zu Microsoft Passport initiiert. Das Projekt hatte eine breite Unterstützung erhalten, namhafte Firmen wie American Express, IBM, Intel und Oracle arbeiten daran mit. Ziel war es, mit Hilfe offener Standards ein System für Single Sign-on zu entwickeln.
Während Microsofts Passport System einen zentralen Server vorsieht, der alle Benutzer- und Sicherheitsinformationen verwaltet, baut Project Liberty auf einen geregelten Datenaustausch zwischen prinzipiell gleichberechtigten Benutzeraccounts auf verschiedenen Rechnern.
Anfang 2005 wurde ein Entwurf für Version 2 des ID-Webservices vorgelegt. Wichtigste Neuerung war die Unterstützung der zweiten Version des Standards SAML. 2009 wurde die Initiative beendet.